# 永宁独活
永宁独活（学名：Heracleum yungningense）是伞形科独活属的植物，为中国的特有植物。分布于中国大陆的云南等地，生长于海拔2,700米的地区，一般生长在山坡灌林下和谷旁草丛中，目前尚未由人工引种栽培。